# Speed & Figure Skating Centre
De Speed & Figure Skating Centre (ook wel IJsbaan van Keystone) is een ijsbaan in Keystone, Colorado, US. Feitelijk zijn er twee ijsbanen, een meer in het midden van het stadje, waar met ijsmachines een baan wordt gemaakt, en een Dercum Square Ice Rink dat dichter bij de skihelling ligt.
De ijsbaan werd meermalen gebruikt voor officiële schaatswedstrijden, onder andere de Wereldkampioenschap schaatsen allround vrouwen 1977 werd hier verreden.